# Pieńki (Wygnanka)
Pieńki – część wsi w Wygnanka w Polsce, położona w województwie lubelskim, w powiecie bialskim, w gminie Sosnówka.
W latach 1975–1998 Pieńki administracyjnie należały do województwa bialskopodlaskiego.